# سرباز حلبی (فیلم)
سرباز حلبی (به انگلیسی: Tin Soldier) یک فیلم اکشن و دلهره‌آور بریتانیایی-آمریکایی محصول سال ۲۰۲۵ به نویسندگی جس فوئرست و برد فرمن به کارگردانی فرمن با بازی جیمی فاکس، رابرت دنیرو، اسکات ایستوود، جان لگویزمائو، شامیر اندرسون، ریتا اورا، نورا آرنزدر و سعید تغماوی است.

## داستان
فرقه بوکوشی برنامه‌ای را برای کهنه سربازان جنگی ایالات متحده ارائه می‌دهد که به دنبال «هدف» و مسیر خود هستند. اکنون دولت نگران ظهور سریع این سربازهای مسلح، بسیار آموزش دیده و فداکار ابدی در «برنامه» فرقه گونه است.

## تولید
فیلمبرداری این فیلم از می ۲۰۲۲ در سالونیک آغاز شد.